# Reforma de calidad
La Reforma de Calidad (Kvalitetsreformen) fue una reforma iniciada por el Ministerio de Educación e Investigación de Noruega después de la recomendación del comité Mjøs (1998-2000).
Se introdujo en 2002–03 y cambió todo el sistema de educación superior en Noruega para poder cumplir con el proceso de Bolonia. Este proceso está destinado a llevarse a cabo en toda Europa para integrar mejor los sistemas de educación superior, y Noruega se encuentra entre los primeros en implementar este proceso.
El enfoque noruego fue una eliminación rápida y brutal del antiguo sistema y el reemplazo instantáneo por el nuevo.
Los principales cambios incluyeron un cambio del antiguo sistema de títulos latinos hacia los títulos internacionales de Licenciatura, Maestría y Doctorado en Filosofía. Esto reemplazó el antiguo sistema de cand.mag. de tres años y medio o de cuatro años, hacia grados seguidos de un año y medio o de dos años de un hovedfag (el equivalente a un Major en un programa de Licenciatura).
El sistema abolió muchos títulos antiguos de maestría, incluido cand.scient. (ciencias), cand.polit. (ciencias sociales), cand.philol. (humanidades), cand.oecon. (economía), cand.agro. (agronomía), cand.jur. (ley), cand.theol. (teología), sivilingeniør (ingeniería) y siviløkonom (gestión).
La duración tradicional variaba y dependía también del área de estudio, oscilando entre cuatro y seis años. El cand.psychol. (psicología clínica), cand.med. (medicina) y cand.med.vet. los títulos se han conservado como estudios de seis años en psicología clínica, medicina y medicina veterinaria.
Todos los títulos de nivel de maestría ahora se otorgan como Maestría en Ciencias, Maestría en Tecnología o Maestría en Filosofía, y todos toman cinco años.
Otros cambios incluyeron el reemplazo de las calificaciones de la escala numérica anterior (de 1.0 a 4.0) a una escala de letras de la A a la F, reduciendo el número de calificaciones aprobatorias de 41 a cinco.
También cambió el antiguo sistema de créditos de vekttall (con 10 vekttall nominales por semestre) al Sistema Europeo de Transferencia de Créditos (ECTS) con 30 créditos nominales por semestre.
La reforma fijó nuevos requisitos para el seguimiento de los estudiantes, obligando a las universidades y colegios a gastar más recursos por crédito, especialmente en las demandas relacionadas con las tareas.

### Listado de grados
- cand.mag. (artes)
- cand.scient. (ciencias)
- cand.real. (matemáticas)
- cand.polit. (ciencias sociales)
- cand.philol. (humanidades)
- cand.oecon. (economía)
- cand.jur. (leyes)
- cand.theol. (teología)
- cand.psychol. (psicología clínica)
- cand.med. (medicina)
- cand.med.vet. (medicina veterinaria)
- cand.agro. (agronomía)
- siv.ing. (ingeniería)
- siv.ek. (administración)